# Toxodera integrifolia
Espèce
Toxodera integrifolia est une espèce d'insectes de l'ordre des Mantodea.

## Répartition
Cette espèce se rencontre en Birmanie, en Thaïlande, en Malaisie péninsulaire et en Indonésie sur l'île de Java.

## Description du mâle
Cette espèce se distingue de toutes les autres Toxodera par l’étroitesse et la forme simple à bords régulièrement courbes des expansions des fémurs médians et postérieurs mais aussi par sa
coloration claire, en particulier au niveau du pronotum, et par l’absence d’épines géniculaires.
L'animal est de couleur jaune paille presque uni et seuls les lobes des fémurs des pattes marcheuses présentent des bandes longitudinales brunes.
La longueur du corps varie de 92 à 107 mm et celle du pronotum de 36 à 41 mm. Les élytres sont longues de 43 à 47 mm et les ailes de 39 à 42 mm. La largeur de la tête varie de 6,5 à 7,5 mm et celle du pronotum 3,7 à 3,9 mm. Les fémurs antérieurs sont longs de dix-sept à vingt-et-un mm et les fémurs médians et postérieurs de quatorze à seize mm. Les cerques mesurent de cinq à six mm.
Les épines des yeux sont courtes et trapues. 
La carène du pronotum est a peine denticulée en prolongement arrière de la métazone très fine. La prozone présente deux bandes brunes et la métazone, unicolore claire, courbée en arc avec le bord dorsal net et finement crénelé, est fortement comprimée. 
Les fémurs antérieurs portent de six à sept épines externes et de quinze à dix-sept épines internes. Les tibias antérieurs arborent de dix à seize épines externes, dont six sont longues, et de vingt-quatre à vingt-neuf épines internes. Les fémurs médians et postérieurs ont un prolongement apical long et épais, à peine courbe, et des prolongements latéraux en pointe courte. 
Les élytres et les ailes sont transparents avec l’aire costale beige.
Les lobes médiodorsaux des cinquième et sixième tergites sont arrondis, denticulés irrégulièrement, et assombris sub-marginalement. Ceux du cinquième segment sont grands et ceux du sixième sont petits. Les lobes médio-ventraux sont très réduits. Les cerques ont le dernier article excavé de façon asymétrique. La plaque sous-génitale est à peine échancrée portant des stylets trapus et très courts. L'appareil génital présente un hypophallus muni d’un fort prolongement pointu terminé en pointe fine. Le pseudophallus présente un lobe proximal bossu terminé en forte pointe.

## Systématique
Cette espèce a été nommée et décrite par l'entomologiste autrichien Franz Werner en 1925.

### Publication  originale
- Werner, F. 1925. Vierter Beitrag zur Mantodeenfauna von Niederländisch-Indien. Treubia, 6(3–4): 476–486 [485].